# Pulo Pakat II
Pulo Pakat II is een bestuurslaag in het regentschap Tapanuli Tengah van de provincie Noord-Sumatra, Indonesië. Pulo Pakat II telt 395 inwoners (volkstelling 2010).